# Phare de Point Blunt
Le phare de Point Blunt est un phare qui est situé sur Angel Island, dans la baie de San Francisco, dans le Comté de Marin (État de la Californie), aux États-Unis.
Il se trouve dans le Angel Island State Park (en), parc national depuis 1962.
Ce phare est géré par la Garde côtière américaine, et les phares de l'État de Californie sont entretenus par le District 11 de la Garde côtière .

## Histoire
Ce phare, construit en 1915, était une petite cabane en bois, posée sur une plateforme, au bout de Point Blunt. Ce petit bâtiment était le local d'une corne de brume et la lumière était sur son toit. Il était entretenu par les gardiens du phare de Point Knox , inactif depuis 1960.
En 1956, un nouveau petit bâtiment blanc en béton, abritant la corne de brume, fut mis en service en 1961 sur Point Blunt.

## Description
La balise actuelle est posée sur un petit bâtiment d'un étage peint en blanc abritant la corne de brume qui émet un signal toutes les 15 secondes. Son feu émet, à une hauteur focale de 18 m, un long éclat vert toutes les 5 secondes.
Il se trouve sur le côté sud-ouest d'Angel Island, accessible seulement en bateau.
Identifiant : ARLHS : USA-617 - Amirauté : G4119 - USCG : 6-4335.
|                |
| L'ancien phare |

### Lien connexe
- Liste des phares de la Californie